# بيجو مينون
بيجو مينون هو ممثل هندي، ولد في 3 فبراير 1970 في الهند. من الجوائز التي نالها جائزة فيلم فير جنوب.

## جوائز
- جائزة فيلم فير جنوب

## وصلات خارجية
- بيجو مينون على موقع IMDb (الإنجليزية)
- بيجو مينون على موقع قاعدة بيانات الفيلم (الإنجليزية)